# Gerrit-Engelke-Preis
Der Gerrit-Engelke-Preis der Stadt Hannover war ein seit 1979 verliehener Literaturpreis, der das Andenken an den Dichter Gerrit Engelke wachhalten sollte. 
Mit dem Preis, der mit 15.000 DM bzw. 10.500 Euro dotiert war, wurden zeitgenössische deutschsprachige Schriftsteller gewürdigt. Er wurde alle zwei Jahre verliehen. Durch Ratsbeschluss der Stadt Hannover wurden ab 2007 der Gerrit-Engelke-Preis und der Kurt-Morawietz-Preis nicht mehr vergeben. Stattdessen wird seit 2008 in zweijährlichem Rhythmus der Hölty-Preis für Lyrik der Landeshauptstadt und der Sparkasse Hannover verliehen.

## Preisträger
- 1979: Günter Herburger und Günter Wallraff
- 1981: Ingeborg Drewitz
- 1983: Axel Eggebrecht
- 1985: Max von der Grün
- 1987: Gisela Elsner
- 1989: Friedrich Christian Delius
- 1991: Adam Seide
- 1993: Helga M. Novak
- 1995: Erich Hackl
- 1997: Dea Loher
- 1999: Kerstin Hensel
- 2001: Angela Krauß
- 2003: Lothar Baier
- 2005: Lukas Bärfuss